# Arturo Boyacá
Arturo Boyacá (Bogotá; 17 de abril de 1957) es un exfutbolista y entrenador de fútbol colombiano que actualmente no dirige a ningún club.

## Plano personal
Arturo se crio en el barrio San Antonio de Bogotá y estudió en el Instituto San Bernardo De la Salle, años más tarde se graduó como administrador de empresas de la Universidad Central.
Arturo, se formó en para ser entrenador en Alemania donde tuvo un paso por la Federación Alemana de Fútbol y la Universidad de Colonia donde obtuvo las licencias "A" y "B". Realizó sus prácticas profesionales en varios equipos europeos como: Real Madrid, FC Barcelona, Atlético de Madrid, Colonia, Bayern de Múnich, Borussia Mönchengladbach, AC Milán y el Ajax.
Arturo, también se ha desempeñado como docente en: la Universidad Sergio Arboleda, Universidad del Rosario y el Gimnasio Moderno.

## Jugador
Como futbolista se formó en las divisiones menores del club Santa Fe y llegó a jugar en el profesionalmente con el equipo cardenal, aunque fue corta la carrera como futbolista.

## Entrenador
Tras titularse como director técnico en Alemania; regreso a Colombia donde ha estado vinculado con clubes como: Santa Fe, Deportes Tolima, Deportes Quindío, y Millonarios, Unión Magdalena y Academia Compensar.
En el equipo albirrojo fue en 2010 asistente de “Basílico” González. Previamente había sido asistente técnico de Dragan Miranović en equipos del fútbol ecuatoriano y colombiano. En sus inicios también asistió a sus amigos, Héctor Javier Céspedes y Jaime Rodríguez Suárez.
Desde 2022 tomo las riendas como director técnico en el equipo Patriotas Boyacá de la Categoría Primera A en la Liga Betplay Dimayor.

## Clubes

### Como jugador
| Club     | País     | Año         |
| -------- | -------- | ----------- |
| Santa Fe | Colombia | 1977 - 1982 |

### Como asistente técnico
| Club            | País      | Año         | Asistente de:     |
| --------------- | --------- | ----------- | ----------------- |
| Santa Fe        | Colombia  | 1986        | Héctor Céspedes   |
| Deportes Tolima | Colombia  | 1988        | Flaco Rodríguez   |
| Santa Fe        | Colombia  | 1989 - 1991 | Héctor Céspedes   |
| Santa Fe        | Colombia  | 2002        | Dragan Miranović  |
| Olmedo          | Ecuador   | 2004        | Dragan Miranović  |
| Millonarios     | Colombia  | 2004 - 2005 | Dragan Miranović  |
| Aucas           | Ecuador   | 2005        | Dragan Miranović  |
| Santa Fe        | Colombia  | 2009 - 2010 | Basílico González |
| ACD Lara        | Venezuela | 2011        | Basílico González |

### Como entrenador
| Club               | País      | Año         |
| ------------------ | --------- | ----------- |
| Academia Bogotana  | Colombia  | 1991        |
| Santa Fe           | Colombia  | 1993        |
| Deportes Tolima    | Colombia  | 1993        |
| Santa Fe           | Colombia  | 1994        |
| Deportes Quindío   | Colombia  | 1995 - 1996 |
| Minervén           | Venezuela | 1997        |
| Santa Fe           | Colombia  | 2003        |
| Academia Compensar | Colombia  | 2007        |
| Unión Magdalena    | Colombia  | 2010        |
| Deportes Quindío   | Colombia  | 2013        |
| Boyacá Chicó       | Colombia  | 2014        |
| La Equidad         | Colombia  | 2016 - 2017 |
| Patriotas Boyacá   | Colombia  | 2022        |